# Aisa
Az Aisa női név arab eredetű, jelentése: eleven, élő.

## Rokon nevek
Ajsa, Aisah

## Gyakorisága
Az újszülötteknek adott nevek körében az 1990-es évekbeni gyakoriságáról nincs adat. A 2000-es és a 2010-es években sem szerepelt a 100 leggyakrabban adott női név között.
A teljes népességre vonatkozóan az Aisa sem a 2000-es, sem a 2010-es években nem szerepelt a 100 leggyakrabban viselt női név között.

## Híres Aisák
- Áisa bint Abi Bakr, Mohammed próféta felesége

### Az irodalomban
- Aisa, Szinán lánya A koppányi aga testamentuma Fekete István-regényben